# Honey～親愛的～
《Honey～親愛的～》是日本漫畫家目黒亞夢創作的日本漫畫作品。於集英社漫畫雜誌《別冊瑪格麗特》2012年至2015年期間連載，單行本全8卷。
2018年改編成真人電影。

## 劇情簡介
故事講述國中生小暮奈緒被聲名狼藉的不良少年鬼瀨大雅以結婚為前提告白，卻害怕拒絕被揍而答應。之後慢慢發現他其實是個被誤解，且心地非常善良的人。鬼瀨也提起以前曾被奈緒所幫助過，他當時受傷倒在雨中，奈緒將OK繃和雨傘借給了他。奈緒和鬼瀨漸漸地成為朋友，也認識了其他同學，逐漸加深情誼。

## 登場人物
小暮奈緒
2歲時雙親離世，被叔父收養的國中女生。商業資訊科1年級C班。
鬼瀨大雅
因染著紅髮且眼神兇狠常被誤認為不良少年，但本性單純、個性友善。商業資訊科1年級D班。
矢代加世
和奈緒同班的女同學。
三咲涉
和鬼瀨同班的男同學。
宗介
奈緒的叔父。
二見彩葉
和鬼瀨同班的男同學。
西垣亮太郎
和奈緒同學校的雙胞胎兄妹，雅的哥哥。
西垣雅
和奈緒同學校的雙胞胎兄妹，亮太郎的妹妹。

## 出版書籍
| 集數 | 集英社         | 集英社                                                  | 長鴻出版社     | 長鴻出版社             |
| 集數 | 發售日期       | ISBN                                                    | 發售日期       | EAN / ISBN             |
| ---- | -------------- | ------------------------------------------------------- | -------------- | ---------------------- |
| 1    | 2013年1月25日  | ISBN 978-4-08-846882-2                                  | 2013年12月18日 | EAN 471-5409-86162-1   |
| 2    | 2013年6月25日  | ISBN 978-4-08-845060-5                                  | 2014年4月24日  | EAN 471-5409-86480-6   |
| 3    | 2013年11月25日 | ISBN 978-4-08-845131-2                                  | 2014年7月17日  | EAN 471-5409-86579-7   |
| 4    | 2014年4月25日  | ISBN 978-4-08-845196-1                                  | 2014年9月23日  | ISBN 978-957-516-470-6 |
| 5    | 2014年9月25日  | ISBN 978-4-08-845267-8                                  | 2015年2月14日  | ISBN 978-957-516-602-1 |
| 6    | 2015年2月25日  | ISBN 978-4-08-845349-1                                  | 2015年8月15日  | ISBN 978-957-516-824-7 |
| 7    | 2015年7月24日  | ISBN 978-4-08-845419-1 ISBN 978-4-08-908242-3（特裝版） | 2016年7月13日  | ISBN 978-986-474-056-7 |
| 8    | 2015年12月25日 | ISBN 978-4-08-845502-0                                  | 2017年1月10日  | ISBN 978-986-474-229-5 |

### 單行本未收錄作品
- （與南塔子漫畫作品《ReRe哈囉》合作[4][5]。《別冊瑪格麗特》2013年9月号、《別冊瑪格麗特》2014年2月号別冊附錄『BETSUMA 50TH ANNIVERSARY SPECIAL TRIBUTE Vol.2』）
- ハニー番外編（電影紀念番外篇[6]《別冊瑪格麗特》2018年4月号）

## 廣播劇CD
2015年2月公開發行廣播劇CD的消息，也公開了主角奈緒的配音員。同年3月公開宗介、加世、涉的配音員、鬼瀬大雅的配音員於4月公開。收錄於單行本第7卷特裝版中。

### 配音員
- 小暮奈緒 - 戶松遥
- 鬼瀬大我 - 宮野真守
- 矢代加世 - 內山夕實
- 三咲渉 - 下野紘
- 宗介 - 細谷佳正
- 二見彩葉（追加） - 小野賢章

## 真人電影
2018年3月31日上映。
2018年9月26日發行藍光和DVD。

### 演員列表
- 鬼瀬大雅：平野紫耀（King & Prince）[3]
- 小暮奈緒：平祐奈[3]
- 三咲渉：横浜流星[12]
- 矢代加世：水谷果穂[13]
- 西垣雅：浅川梨奈（当時SUPER☆GiRLS）[13]
- 権瓦郁巳：佐野岳[13]
- 南野葵：臼田あさ美
- 鬼瀬香緒里：中山忍
- 小暮宗介：高橋優[14]
- 坂田聡、森本のぶ、吉田志織、松永博史、高村凛、山崎カズユキ、桜まゆみ、未来弥、鷲田詩音、吉田晴登、筧礼、小川拓哉、吉越拓矢等

### 製作人員
- 原作：目黑亞夢「honey」（集英社 Margaret Comics）
- 監督：神徳幸治[3]
- 劇本：山岡潤平[3]
- 音樂：深澤恵梨香
  - 弦樂器：室屋光一郎
- 主題曲：Sonar Pocket「108〜永遠〜」[15]（ワーナーミュージック・ジャパン）
- 製作：村松秀信、亀山慶二、村田嘉邦、木下直哉、間宮登良松、木下暢起、森川真行、片岡尚
- 執行製作人：西新、松本整
- 共同製作人：佐々木基
- 製片：森川真行、柳迫成彦
- 製作人：成瀬保則、遠藤祐磨、八木征志、石塚清和
- 音樂製作人：石井和之、野口智
- 攝影：清久素延（J.S.C.）
- 照明：三善章誉
- 錄音：石貝洋
- 美術：磯田典宏
- 副導演：高杉考宏
- 編輯：下田悠
- VFX監製：小坂一順
- 動作指導：小原剛（補佐：金子起也）
- 片頭、片尾藝術：大槻彩乃
- 工作室：東映東京撮影所
- 發行：東映、ショウゲート
- 製作公司：ファインエンターテイメント
- 製作：「honey」製作委員会（東映、朝日電視台、博報堂DYミュージック&ピクチャーズ、木下グループ、東映ビデオ、集英社、ファインエンターテイメント）

### 小說
- 原作:目黒あむ、著:下川香苗 『映画ノベライズ honey』 〈集英社Orange文庫〉、全1卷
  - 2018年2月20日發售[16]、ISBN 978-4-08-680180-5
- 原作:目黒あむ、著:はのまきみ、脚本:山岡潤平 『honey 映画ノベライズ みらい文庫版』 〈集英社未來文庫〉、全1卷
  - 2018年2月23日發售[17]、ISBN 978-4-08-321422-6

### Blu-ray/DVD
- 通常版 DVD (2018年9月26日、DSTD-20110)
- 豪華版 Blu-ray/DVD (2018年9月26日、BSTD-20118 / DSTD-20118)

## 外部連結
- 別冊マーガレット 連載作品紹介『ハニー』，存于（日語）
- 映画「honey」公式サイト，存于（日語）
- 映画『honey』的X（前Twitter）（日語）